# Budag Budagov
Budag Abdulali oglu Budagov (en azerí: Budaq Əbdüləli oğlu Budaqov; Chobankara, 23 de febrero de 1928 - Bakú, 1 de noviembre de 2012) fue un científico y  geógrafo soviético y azerbaiyano, doctor en Ciencias Geográficas (1968), profesor (1976), académico de la Academia Nacional de Ciencias de Azerbaiyán (1989), director del Instituto de Geografía de la Academia, galardonado con el título "Científico de Honor de Azerbaiyán" en 2008.

## Biografía
Budag Budagov nació el 23 de febrero de 1928 en el pueblo de Chobankara cerca de la ciudad de Ereván. Después de graduarse de la Escuela Pedagógica de Ereván Azerbaiyán en 1941 ingresó en la Facultad de Geografía de la Universidad Pedagógica Estatal de Azerbaiyán en 1947. En 1951 ingresó en el Instituto de Geografía de la Academia de Ciencias de la Unión Soviética.  En mayo de 1955 en Moscú defendió su tesis sobre el tema “Geomorfología de la ladera norte del Cáucaso Sudoriental”, obteniendo el título de candidato de Ciencias geográficas. La disertación recibió la medalla de oro que lleva el nombre de Nikolái Przewalski de la Sociedad Geográfica de la Unión Soviética.
Desde 1955 Budag Budagov empezó a trabajar en el Instituto de Geografía de la Academia Nacional de Ciencias de Azerbaiyán como investigador asociado, investigador principal. En 1967 defendió su tesis para obtener el grado de Doctor en Ciencias Geográficas. Entre 1988 y 2012 fue Director del Instituto de Geografía de la Academia de Ciencias de Azerbaiyán. En 1976 él fue elegido miembro correspondiente de la Academia de Ciencias de Azerbaiyán, en 1989, miembro de pleno derecho. Budag Budagov fue autor de 700 artículos científicos, 48 monografías. Durante su carrera científica, formó a 50 candidatos y 4 doctores en ciencias.
Budag Budagov falleció el 1 de noviembre de 2012 en la ciudad de Bakú.

## Premios y títulos
- Orden Shohrat (2000)
- Científico de Honor de Azerbaiyán (2008)